# Maja Bošković-Stulli
Maja Bošković-Stulli (n. 9 noiembrie 1922, Osijek, cantonul Osijek-Baranja, Croația – d. 14 august 2012, Zagreb, Croația) a fost o slavistă și folcloristă, istorică literară, scriitoare, editoră și academică croată, remarcată pentru cercetările sale extinse de literatură orală croată.

## Tinerețe

Maja Bošković-Stulli cu sora mai mare Magda, înainte de al Doilea Război Mondial.

Bošković-Stulli s-a născut la Osijek în familia evreiască a lui Dragutin și Ivanka Bošković. S-a alăturat Ligii Tinerilor Comunisti din Iugoslavia - SKOJ (din sârbo-croată: Savez komunističke omladine Jugoslavije) în timpul învățământului gimnazial. În 1943, după capitularea Italiei și eliberarea lagărului de concentrare Rab, s-a alăturat partizanilor. Mulți membri ai familiei ei au pierit în timpul Holocaustului, inclusiv părinții și sora Magda.

## Educație și anii ulteriori
Bošković-Stulli a terminat școala primară și gimnazială în Zagreb. A absolvit Facultatea de Filosofie din Zagreb și și-a luat doctoratul în 1961. A participat la numeroase conferințe și simpozioane naționale și internaționale, inclusiv la Centrul Interuniversitar din Dubrovnik. Timp de mulți ani a fost redactor șef și, ulterior, membru obișnuit al comitetului de redacție al revistei Narodna umjetnost. A lucrat la Academia Croată de Științe și Arte, iar din 1952 până la pensionare, în 1979, a lucrat la Institutul de Etnologie și Cercetare Folclorică din Zagreb. În perioada 1963-73 a fost directorul Institutului.
Bošković-Stulli a scris aproximativ douăzeci de cărți și un număr mare de lucrări în reviste academice naționale și internaționale. A primit o serie de premii pentru munca sa de cercetare, premiul anual în 1975 și premiul croat pentru munca de o viață în 1990, Premiul Herder la Viena 1991 și Premiul Pitre Salomone Marino la Palermo 1992. A fost membru obișnuit la Academiei Croate de Științe și Arte.
În 2005, Bošković-Stulli a fost numită printre cele mai importante femei din istoria Croației. Bošković-Stulli a murit pe 14 august 2012 la Zagreb și a fost înmormântată în cimitirul Mirogoj.

## Lucrări
- Istarske narodne priče, Zagreb 1959
- Narodne pripovijetke ("Pet stoljeća hrvatske književnosti"), Zagreb 1963
- Narodne epske pjesme, knj. 2 („Pet stoljeća hrvatske književnosti”), Zagreb 1964
- Narodna predaja o vladarevoj tajni, Zagreb 1967
- Usmena književnost ("Povijest hrvatske književnosti" 1, pp. 7–353), Zagreb 1978
- Usmena književnost nekad i danas, Beograd 1983
- Usmeno pjesništvo u obzorju književnosti, Zagreb 1984;
- Zakopano zlato. Hrvatske usmene pripovijetke, predaje i legende iz Istre , Pula - Rijeka 1986
- U kralja od Norina. Priče, pjesme, zagonetke i poslovice s Neretve , Metković - Opuzen 1987
- Pjesme, priče, fantastika, Zagreb 1991;
- Žito posred mora. Usmene priče iz Dalmacije , Split 1993
- Priče i pričanje: stoljeća usmene hrvatske proze, Zagreb 1997
- Usmene pripovijetke i predaje ("Stoljeća hrvatske književnosti"), Zagreb 1997
- O usmenoj tradiționale io životu, Zagreb 1999